# ジョン・ウェズリー・パウエル

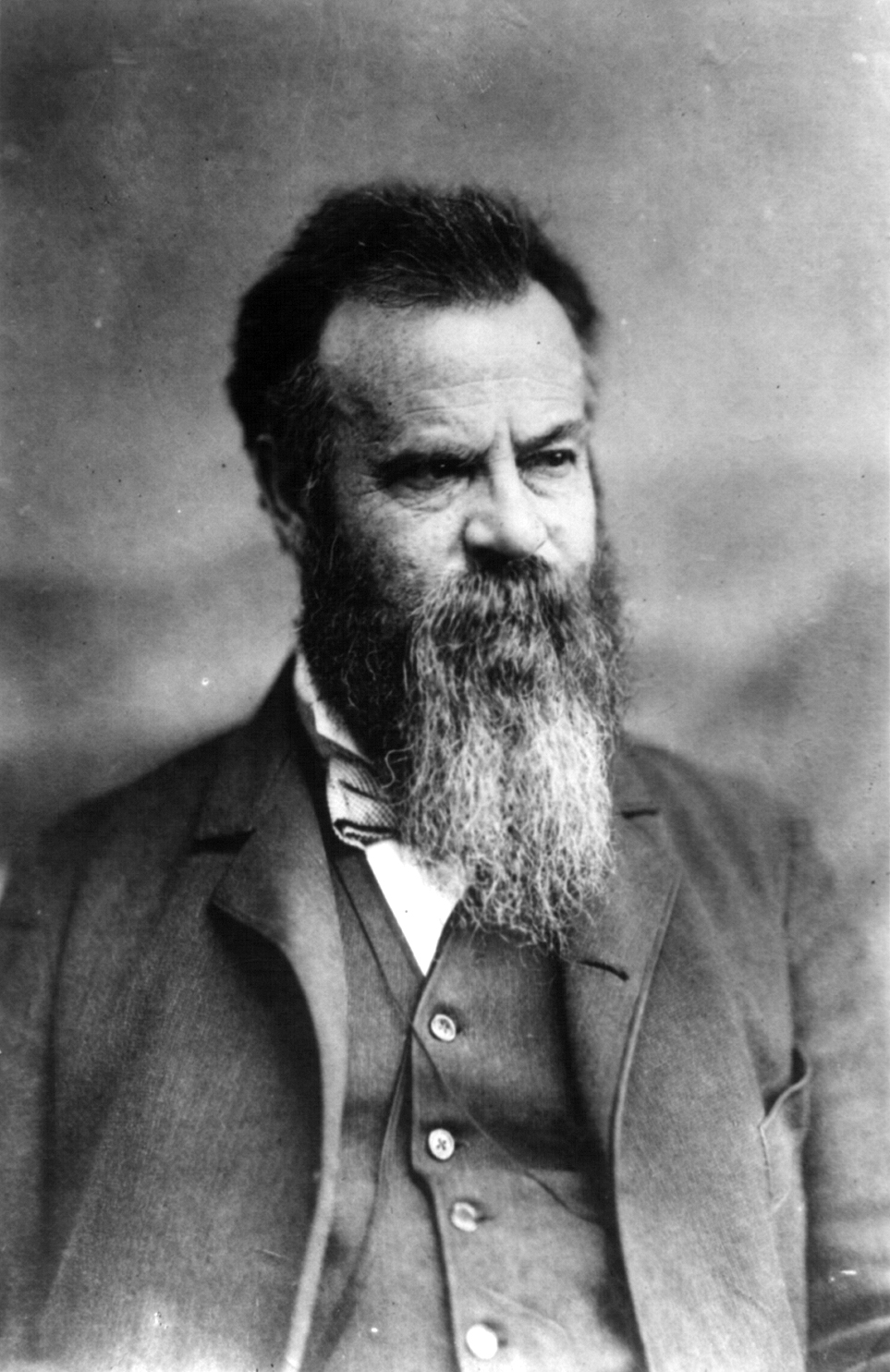
ジョン・ウェズリー・パウエル

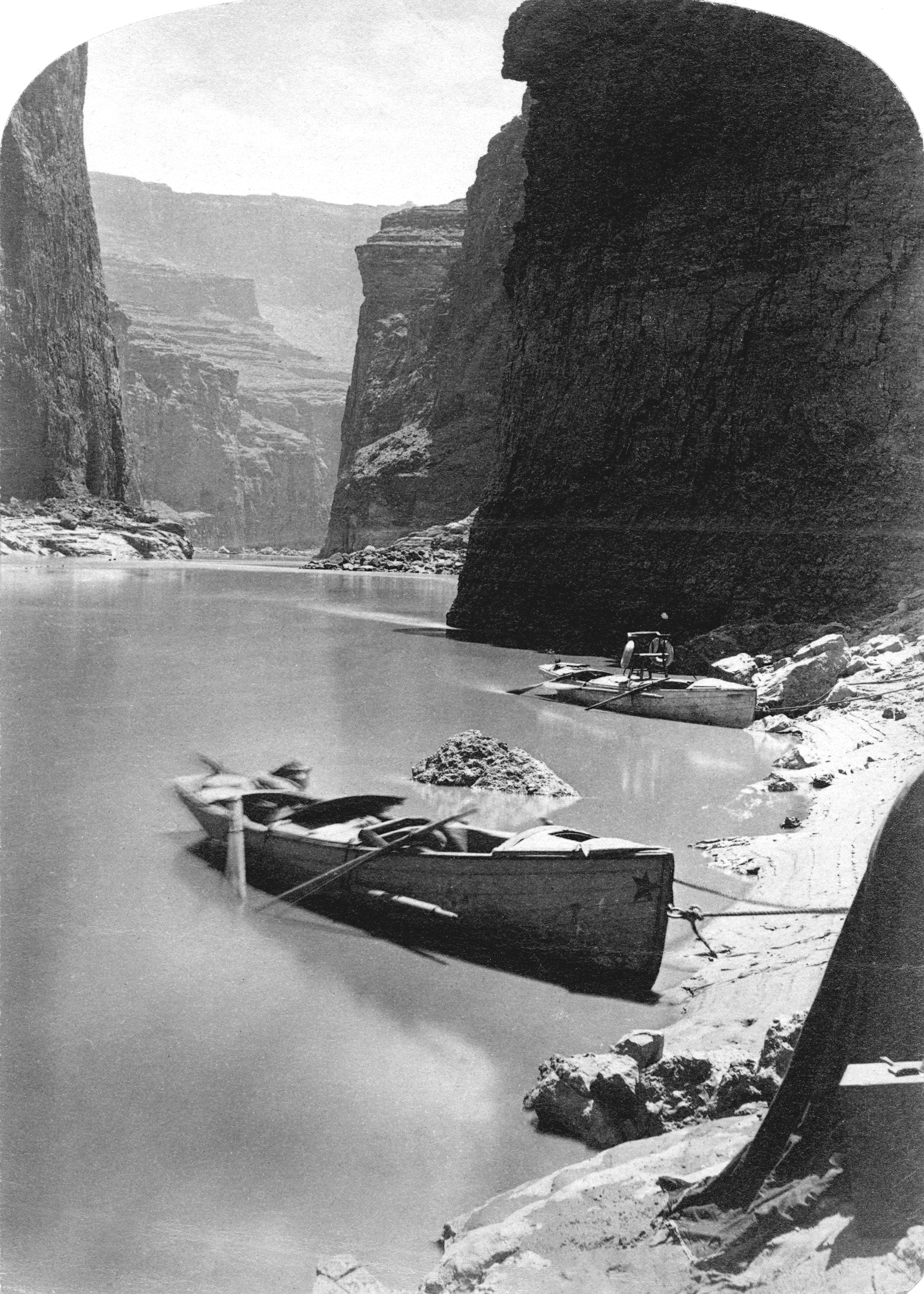
探検の写真

ジョン・ウェズリー・パウエル（John Wesley Powell、1834年3月24日 – 1902年9月23日）は、アメリカ合衆国の軍人、地質学者、アメリカ西部の探検家である。3か月にわたってグリーン川やコロラド川を下った、1869年のパウエル探検隊を率いたことで知られる。

## 経歴
ニューヨークのマウント・モリスで生まれた。父親はイギリスから1830年に移民してきた貧しい巡回説教師であった。家族とともに、オハイオ、ウィスコンシンと移り住み、イリノイに落ち着いた。イリノイ・カレッジやウィートン・カレッジ、オーバリン・カレッジで古代ギリシャ語、ラテン語を学んだ。自然に興味を持ち、若い頃にもミシシッピ川の峡谷での冒険旅行や4ヶ月かけてウィスコンシン州を徒歩で横断した。1856年にはミシシッピ川をミネソタ州のアンソニーから河口までボートで下った。1857年にもボートでオハイオ川を下り、1858年イリノイ川を下り、さらにミシシッピまで川を遡り、デモイン川でアイオワ中部まで航行した。25歳でイリノイ自然史協会の会員になった。
南北戦争が始まると北軍に志願し、シャイローの戦いで右腕を失うが、軍人として転戦を続けた。戦争が終わるとイリノイウェズリアン大学の地質学の教授に任じられ、イリノイ州立大学ノーマル校（Illinois State Normal University）でも講義をおこなった。イリノイ州立自然史博物館のコレクションを増やし、学芸員を務めた。アメリカ西部の探検のためにこれらの職を続けることに同意しなかった。
1867年から、ロッキー山脈やグリーン川とコロラド川周辺の学術探検を何度か率いた。1869年に9人の隊員を集め、4隻のボート、10ヶ月分の食糧を準備して5月24日からグリーン川の急流を下り始め、隊員の一部が離脱し、また3人が行方不明になったが、8月13日まで探検を続けた。
1871年から1872年にも同じルートをもう一度調査し、ジョン・K・ヒラーズによる記録写真や正確な地図、および報文を残した。モルモン教の宣教師、ジャコブ・ハンブリンが参加し、原住民と良好な関係を築くのに功績があった。
1881年にアメリカ合衆国地質局の副局長に任じられ、1894年まで務めた。スミソニアン協会の民族学事務局の局長を務め、北アメリカのインディアンの言語の分類に関する重要な出版を主導した。
1902年にメイン州ブルックリン（Brooklin）で亡くなり、アーリントン国立墓地に埋葬された。